# Днестр (радиолокационная станция)
5Н15 «Днестр», 5Н86 «Днепр» (по классификации НАТО: Hen House — «Курятник») — первое поколение советских надгоризонтных радиолокационных станций, предназначенных для систем контроля космического пространства (СККП) и раннего предупреждения о ракетном нападении (СПРН). В 1960-х годах вдоль границ СССР для обнаружения атак баллистическими ракетами с разных направлений было построено шесть ОРТУ на основе таких РЛС. Они являлись основным советским средством раннего предупреждения до конца 1980-х годов. Названы по именам рек Днестр и Днепр.
В 1990-х годах их планировалось заменить более совершенными РЛС «Дарьял», но из-за распада СССР были введены в строй только две станции нового типа. По состоянию на 2012 год, в системе раннего предупреждения всё ещё эксплуатируется несколько РЛС первого поколения. В рамках госпрограммы вооружения до 2020 года все устаревшие станции планируется заменить РЛС третьего поколения «Воронеж».

## История
В 1945 году премьер-министр Великобритании Уинстон Черчилль, опасаясь стремительного продвижения Красной Армии вглубь Европы и наметившегося раздела в мире по сферам влияния, распорядился о подготовке плана на случай войны с СССР. За этим последовало ужесточение военной доктрины Великобритании, США и их союзников. Появились межконтинентальные баллистические ракеты (МБР), способные за считаные минуты доставить ядерное оружие до расположенных на территории Советского Союза стратегических объектов.
Для защиты от подобной угрозы в середине 1950-х годов ряду предприятий страны было поручено создание системы противоракетной обороны (ПРО). Головным разработчиком было назначено конструкторское бюро № 1. Одна из главных задач ПРО — как можно раньше обнаружить запуск ракет, вычислить их траекторию и передать информацию в командный центр. Эта задача возлагается на СПРН.
Из-за чрезвычайной сложности задачи велась параллельная разработка альтернативных технических решений элементов системы. В качестве радиолокационных станций дальнего обнаружения были выбраны РЛС дециметрового диапазона «Дунай-2» (проект ОКБ завода № 37) и РЛС метрового диапазона «ЦСО-П» (проект РТИ академика Минца).

### ЦСО-П
ЦСО-П (Центральная станция обнаружения полигонная) имела сверхкрупноапертурную рупорную антенну длиной 250 м и высотой 15 м, представлявшую собой массив волноводов с открытой ребристой структурой, и использовала импульсный сигнал длительностью 200 мкс. В ней применялся принцип дробления сигнала одновременно с использованием его для пеленгации цели по азимуту, а также был реализован метод некогерентного цифрового накопления сигналов. Для обработки сигналов использовались аппаратные методы, так как перспективную ЭВМ М-4 (разработчик — ИНЭУМ) никак не удавалось запустить.
При конструктивной дальности действия 1500 км ЦСО-П могла в автоматическом режиме обнаруживать и сопровождать одновременно несколько объектов с ЭПР около 1 м2.
17 сентября 1961 года ЦСО-П, построенная на полигоне Сары-Шаган, впервые отследила реальную цель. В 1961 и 1962 годах ЦСО-П использовалась при проведении ядерных испытаний (в частности, «изделия 602») для изучения влияния высотных ядерных взрывов на оборудование ПРО.
ЦСО-П действовала до конца 1960-х годов, сопровождая запуски космических аппаратов. На ней был проведён большой комплекс работ по совершенствованию аппаратуры и отработке элементов модернизации.
Изготовление радиоэлектронной аппаратуры РЛС ЦСО-П, «Днестр», «Днепр» и их модификаций осуществлено Днепровским машиностроительным заводом.(См. Ссылки — 2…5)

### Днестр
ЦСО-П оказалась эффективной при слежении за спутниками, и на её основе была создана РЛС «Днестр» (главный конструктор — Ю. В. Поляк, первый заместитель — В. М. Иванцов) для комплекса «Истребитель спутников». В этом проекте предусматривалось возведение двух узлов, разнесённых по широте, для формирования радиолокационного поля протяжённостью 5000 км на высотах до 3000 км. Были выделены площадки под Иркутском (Мишелёвка, узел ОС-1) и на мысе Гульшат озера Балхаш в Казахской ССР (Сары-Шаган, узел ОС-2). На каждой площадке возводились по четыре РЛС с охлаждающими установками.
Каждая РЛС «Днестр» состояла из двух «крыльев» ЦСО-П, соединённых между собой двухэтажным зданием, в котором размещались командный пункт и вычислительная система. Каждое крыло охватывало по азимуту сектор 30° узким сканирующим лучом (0,5°). Диаграмма сканирования по высоте (по углу места) представляла собой «лопату» шириной 20 градусов.
Секторы обзора по азимуту всех РЛС были ориентированы в одном направлении (вдоль широты земли), а углы места устанавливались таким образом, чтобы система из четырёх РЛС (каждая из которых называлась радиолокационной ячейкой — РЛЯ) образовала «веерообразный» вертикальный барьер. Две РЛС смотрели на восток (РЛЯ 1 и 2), две другие (РЛЯ 3 и 4) — на запад. Все сканировали по углу места в пределах от 10 до 90 градусов.
На двух площадках строительство началось в 1962—1963 годах. Параллельно дорабатывалась тестовая модель ЦСО-П. Станции получили компьютеры М-4 модификации 2М, построенные на новейшей полупроводниковой элементной базе, в то время как в остальных радарах использовались электронные лампы. Очень сложной оказалась работа по созданию алгоритмов обнаружения, захвата и сопровождения целей — всё программирование велось на машинном языке. Кроме сотрудников РТИ, в создании программы принимали участие специалисты ГПТП.
В конце 1966 года были проведены конструкторские (заводские) испытания на головной РЛС (РЛЯ № 4 узла ОС-2). В апреле 1967 года РЛС «Днестр» были приняты на вооружение войсками ПВО и стали частью СККП. В 1968 году для юстировки станций и проверки возможностей системы был специально запущен космический аппарат ДС-П1-Ю проекта «Днепропетровский спутник».

### Днестр-М
РЛС «Днестр» не отвечали требованиям системы раннего предупреждения — в частности, они имели недостаточную дальность действия, невысокую разрешающую способность и помехоустойчивость. Параллельно с реализацией элементов СККП разрабатывалась их модифицированная версия «Днестр-М» (главный конструктор — Ю. В. Поляк, первый заместитель — О. В. Ошанин), которая и положила начало советской СПРН, эквивалента системы BMEWS НАТО.
Аппаратура станций «Днестр» и «Днестр-М» была одинаковой (за исключением установки секторов антенн по углам места), но рабочие программы станций существенно отличались. Это объяснялось тем, что для обнаружения запуска ракет требовалось сканирование по углу места в пределах от 10° до 30°. Кроме того, «Днестр-М» получила множество улучшений по сравнению с предыдущей версией:
- увеличение длины импульса с 200 до 800 мкс расширяло дальность действия и диапазон идентифицируемых объектов;
- применение фазовой модуляции зондирующего сигнала 127-значной М-последовательности повышало разрешающую способность и точность измерения дальности;
- увеличение точности и быстродействия измерения разности фаз двух приёмных каналов позволяло увеличить точность измерения угла места цели;
- применение нового метода пеленгации по азимуту путём согласования полосы зондирующего сигнала и «мгновенной» полосы антенны;
- применение прочих новых методов измерения и обработки сигнала;
- широкое использование полупроводниковых элементов.

В результате разрешающая способность увеличилась в 15 раз, дальность обнаружения достигла 2500 км.
Для испытаний элементов «Днестр-М» на полигоне Сары-Шаган была построена установка, которая называлась ЦСО-ПМ. После завершения испытаний в 1965 году началось строительство боевых систем в Мурманской области (Оленегорск, узел РО-1) и в Латвийской ССР (Скрунда, узел РО-2), а также нового командного центра в Солнечногорске. Кроме того, было принято решение создавать РЛЯ 1 и 2 на узлах ОС-1 и ОС-2 уже в модернизированном варианте для использования их в системе предупреждения о ракетном нападении (сканирование по углу места — от 10° до 30°), сохранив РЛЯ 3 и 4 для обзора космического пространства (сканирование по углу места — от 10° до 90°).
Строительство первой РЛС «Днестр-М» в Оленегорске было завершено в августе 1968 года, второй, в Скрунде — в январе 1969 года. 15 февраля 1971 года первая советская система раннего предупреждения, состоящая из четырёх радиотехнических узлов и двух командных пунктов, а также линий связи между ними, официально заступила на боевое дежурство. Она была способна отслеживать пуски ракет с подводных лодок НАТО в Норвежском и Северном морях.

### Днепр
Результатом дальнейших работ по совершенствованию системы стала РЛС «Днепр» (главный конструктор — Ю. В. Поляк, заместители — Л. И. Глинкин, В. Е. Орданович). В два раза увеличен сектор обзора каждой антенны по азимуту (60° вместо 30°). Рупор антенны укорочен с 20 до 14 метров, в него установлен поляризационный фильтр, что позволило улучшить точность измерения по углу места. За счёт применения более мощных передатчиков и их фазирования в антенне увеличена до 4000 км дальность обнаружения, а также улучшена работа станции на нижних углах. Впервые на РЛС метрового диапазона был реализован режим межтактового когерентного накопления сигналов. Более мощная ЭВМ позволила в два раза увеличить пропускную способность.
Каждое крыло РЛС представляет собой двухсекторную рупорную антенну длиной 250 м и высотой 12 м, имеющую два ряда щелевых антенн в двух волноводах с набором передающего и приёмного оборудования. Каждый ряд вырабатывает сигнал, сканирующий сектор 30° по азимуту (60° на антенну) и 30° по углу места (от 5° до 35° по высоте) с управлением частотой. Таким образом, РЛС в целом обеспечивает сканирование 120° по азимуту и 30° по углу места.
Первая такая станция была построена на полигоне Сары-Шаган (узел ОС-2) в качестве РЛЯ № 5 и введена в эксплуатацию 12 мая 1974 года. Затем были модернизированы остальные установки, за исключением РЛЯ 3 и 4 в Сары-Шагане и Мишелёвке, а также построены новые РЛС под Севастополем (узел РО-4) и Мукачево (узел РО-5). Строительство каждой из двух станций «Днепр» на Украине обошлось в 4,9 млрд рублей (в ценах 2005 года).

### Днепр-М
В 1977—1978 годах узел РО-1 (Оленегорск) был модернизирован вводом в его состав установки 5У83 «Даугава» (главный конструктор — А. А. Васильев), которая представляла собой уменьшенную в 2 раза по высоте приёмную часть новейшей РЛС «Дарьял». Здесь впервые в стране были использованы крупноапертурные активные антенные решётки с фазовым управлением и гибридная СВЧ-технология. Узел стал двухпозиционным активно-пассивным радиолокационным комплексом, работающим на основе зондирующих сигналов РЛС «Днепр». В результате модернизации повысилась достоверность информации в сложной помеховой обстановке, вызванной полярным сиянием в ионосфере, а также живучесть всего узла. 19 июля 1978 года он был принят на вооружение и вошёл в состав СПРН. Технические решения, отработанные на «Даугаве», использовались при создании РЛС второго поколения «Дарьял».

## Современное состояние
По Договору об ограничении систем противоракетной обороны 1972 года требовалось, чтобы РЛС раннего предупреждения располагались на окраинах национальной территории и были направлены вовне. С распадом СССР в 1991 году многие станции оказались в независимых государствах.
Первым должен был закрыться узел в Скрунде. В соответствии с соглашением от 1994 года между Российской Федерацией и Латвией, две станции «Днепр» прекратили работу в 1998 году и были ликвидированы к концу 1999 года.
В 1992 году РФ подписала на 15-летний срок договор с Украиной об использовании станций «Днепр» под Севастополем и Мукачево. Станции обслуживались украинским персоналом, а полученная информация отправлялась в Главный центр СПРН в Солнечногорске. За эту информацию Россия ежегодно перечисляла Украине, по разным данным, от 0,8 до 1,5 млн долларов. В 2008 году РФ объявила о выходе из соглашения с Украиной. 26 февраля 2009 года РО-4 и РО-5 прекратили передачу сигнала на командный пункт (заменившая их РЛС «Воронеж» в Армавире заступила на боевое дежурство в том же году). Украинское правительство объявило о поддержании крымской РЛС в рабочем состоянии до ввода в строй перспективной системы контроля космического пространства, но станция оставалась в заброшенном состоянии. В октябре 2014 года, после аннексии Крыма Россией, командующий войсками Воздушно-космической обороны генерал-лейтенант Александр Головко заявил, что РЛС «Днепр» под Севастополем будет модернизирована и заступит на боевое дежурство в 2016 году. Однако позже её восстановление было признано нецелесообразным. В 2017 году генеральный конструктор СПРН Сергей Боев объявил, что в Крыму планируется разместить новейшую радиолокационную станцию «Воронеж-СМ», которая существенно усилит возможности РЛС «Воронеж-ДМ» в Армавире.
Таким образом, на начало 2014 года из установленных в шести разных местах РЛС функционировали три — Сары-Шаган, Мишелёвка и Оленегорск. Станция в Казахстане остаётся единственной действующей за пределами РФ. Она была модернизирована и находится в ведении ВВКО. Её заменит РЛС «Воронеж-М», установленная в районе Орска. Станция «Днепр» в Мишелёвке была выведена из эксплуатации в 2015 году после запуска на полную мощность РЛС «Воронеж-М» в районе Усолье-Сибирского. Станция в Оленегорске будет заменена РЛС «Воронеж-ВП» в посёлке Протоки (Оленегорск-1), которую планируется развернуть к концу 2018 года.
| Узел | Расположение | РЛЯ | Координаты                       | Азимут | Тип      | Ввод | Модернизация | Вывод | Состояние                                                                                                 |
| ---- | ------------ | --- | -------------------------------- | ------ | -------- | ---- | ------------ | ----- | --- |
| ОС-1 | Мишелёвка    | 1   | 52°52′53″ с. ш. 103°15′58″ в. д. | 135°   | Днестр-М | 1971 | 1976 (Днепр) | 2015  | Ещё не демонтирован, заменен РЛС «Воронеж-М».                                                             |
| ОС-1 | Мишелёвка    | 2   | 52°52′29″ с. ш. 103°15′39″ в. д. | 135°   | Днестр-М | 1971 |              | 1990  | Демонтирован.                                                                                             |
| ОС-1 | Мишелёвка    | 3   | 52°52′59″ с. ш. 103°15′29″ в. д. | 265°   | Днестр   | 1967 | 1993 (РНР)   | 1990  | Используется ИСЗФ СО РАН для исследований.                                                                |
| ОС-1 | Мишелёвка    | 4   | 52°52′33″ с. ш. 103°15′23″ в. д. | 265°   | Днестр   | 1967 |              | 1990  | Демонтирован.                                                                                             |
| ОС-1 | Мишелёвка    | 5   | 52°52′39″ с. ш. 103°16′24″ в. д. | 135°   | Днепр    | 1972 |              | 2015  | Ещё не демонтирован, заменен РЛС «Воронеж-М».                                                             |
| ОС-2 | Сары-Шаган   | 1   | 46°37′53″ с. ш. 74°30′45″ в. д.  | 60°    | Днестр-М | 1971 | 1974 (Днепр) | 1988  | Демонтирован.                                                                                             |
| ОС-2 | Сары-Шаган   | 2   | 46°37′31″ с. ш. 74°31′02″ в. д.  | 60°    | Днестр-М | 1971 | 1974 (Днепр) | 1984  | Демонтирован.                                                                                             |
| ОС-2 | Сары-Шаган   | 3   | 46°36′52″ с. ш. 74°31′23″ в. д.  | 270°   | Днестр   | 1967 |              | 1984  | Демонтирован.                                                                                             |
| ОС-2 | Сары-Шаган   | 4   | 46°36′27″ с. ш. 74°31′24″ в. д.  | 270°   | Днестр   | 1967 |              | 1995  | Демонтирован.                                                                                             |
| ОС-2 | Сары-Шаган   | 5   | 46°36′11″ с. ш. 74°31′52″ в. д.  | 152°   | Днепр    | 1974 |              |       | Функционирует.                                                                                            |
| РО-1 | Оленегорск-1 | 1   | 68°06′51″ с. ш. 33°54′37″ в. д.  | 308°   | Днестр-М | 1971 | 1978 (Днепр) |       | Функционирует. Ранее функционировал как передатчик для «Даугавы». У «Даугавы» разобрано всё оборудование. |
| РО-2 | Скрунда      | 1   | 56°42′55″ с. ш. 21°57′47″ в. д.  | 308°   | Днестр-М | 1971 | 1979 (Днепр) | 1998  | Демонтирован.                                                                                             |
| РО-2 | Скрунда      | 2   | 56°42′30″ с. ш. 21°56′28″ в. д.  | 308°   | Днепр    | 1977 |              | 1998  | Демонтирован.                                                                                             |
| РО-4 | Севастополь  | 1   | 44°34′44″ с. ш. 33°23′10″ в. д.  | 200°   | Днепр    | 1979 |              | 2009  | Заброшен.                                                                                                 |
| РО-5 | Мукачево     | 1   | 48°22′40″ с. ш. 22°42′27″ в. д.  | 228°   | Днепр    | 1979 |              | 2009  | Работает в составе Государственного Космического Агентства Украины.                                       |